# Opistognathus rosenbergii
Opistognathus rosenbergii är en fiskart som beskrevs av Bleeker, 1857. Opistognathus rosenbergii ingår i släktet Opistognathus och familjen Opistognathidae. Inga underarter finns listade i Catalogue of Life.